# Obsolete
Obsolete – trzeci album studyjny amerykańskiego zespołu muzycznego Fear Factory. Wydawnictwo ukazało się 28 lipca 1998 roku nakładem wytwórni muzycznej Roadrunner Records. 
Nagrania zostały zarejestrowane w Mushroom Studios w Vancouver pomiędzy 1 lutego a 22 marca 1998 roku. Miksowanie oraz dodatkowe nagrania odbyły się w Armoury Studios w Vancouver pomiędzy 24 marca a 10 maja 1998 roku. Natomiast edycja cyfrowa została wykonana w Gotham City w Vancouver 12 maja 1998 roku. Mastering został wykonany w Sterling Sound w Nowym Jorku 21 maja 1998 roku.
Album dotarł do 77. miejsca listy Billboard 200 w Stanach Zjednoczonych. 2 lutego 2001 roku nagrania uzyskały w USA status złotej płyty.

## Lista utworów
Opracowano na podstawie materiału źródłowego.
| Nr  | Tytuł utworu                     | Słowa                     | Muzyka                                                | Długość |
| --- | -------------------------------- | ------------------------- | ----------------------------------------------------- | ------- |
| 1.  | „Shock”                          | Burton C. Bell            | Christian Olde Wolbers, Dino Cazares, Raymond Herrera | 4:58    |
| 2.  | „Edgecrusher”                    | Burton C. Bell, Mad Child | Christian Olde Wolbers, Dino Cazares, Raymond Herrera | 3:39    |
| 3.  | „Smasher/Devourer”               | Burton C. Bell            | Christian Olde Wolbers, Dino Cazares, Raymond Herrera | 5:34    |
| 4.  | „Securitron (Police State 2000)” | Burton C. Bell            | Christian Olde Wolbers, Dino Cazares, Raymond Herrera | 5:47    |
| 5.  | „Descent”                        | Burton C. Bell            | Christian Olde Wolbers, Dino Cazares, Raymond Herrera | 4:36    |
| 6.  | „Hi-Tech Hate”                   | Burton C. Bell            | Christian Olde Wolbers, Dino Cazares, Raymond Herrera | 4:33    |
| 7.  | „Freedom Or Fire”                | Burton C. Bell            | Christian Olde Wolbers, Dino Cazares, Raymond Herrera | 5:11    |
| 8.  | „Obsolete”                       | Burton C. Bell            | Christian Olde Wolbers, Dino Cazares, Raymond Herrera | 3:51    |
| 9.  | „Resurrection”                   | Burton C. Bell            | Christian Olde Wolbers, Dino Cazares, Raymond Herrera | 6:35    |
| 10. | „Timelessness”                   | Burton C. Bell            | Rhys Fulber                                           | 4:08    |
|     |                                  |                           |                                                       | 48:52   |

## Twórcy
Opracowano na podstawie materiału źródłowego.

- Burton C. Bell - wokal prowadzący
- Dino Cazares - miksowanie, gitara
- Christian Olde Wolbers - gitara basowa
- Raymond Herrera - perkusja
- Mark Ferris - aranżacje
- Ted Jensen - mastering
- Craig Waddell - edycja cyfrowa
- Delwyn Brooks - asystent inżynieria dźwięku
- Paul Silveira - asystent inżynieria dźwięku
- Pete Wonsiak - asystent inżynieria dźwięku
- Scott Ternan - asystent inżynieria dźwięku
- Jennifer Lewis - edycja cyfrowa
- Greg Reely - edycja cyfrowa, produkcja muzyczna, miksowanie, inżynieria dźwięku
- Rhys Fulber - produkcja muzyczna, miksowanie, aranżacje, instrumenty klawiszowe, programowanie
- Dave McKean - ilustracje
- Scott Koenig - management
- Jo Kirchherr - zdjęcia
- Dave McKean - design

## Listy sprzedaży
| Lista                | Kraj              | Pozycja |
| -------------------- | ----------------- | ------- |
| Billboard 200        | Stany Zjednoczone | 77      |
| UK Albums Chart      | Wielka Brytania   | 20      |
| Media Control Charts | Niemcy            | 12      |
| MegaCharts           | Holandia          | 32      |